# Aferese

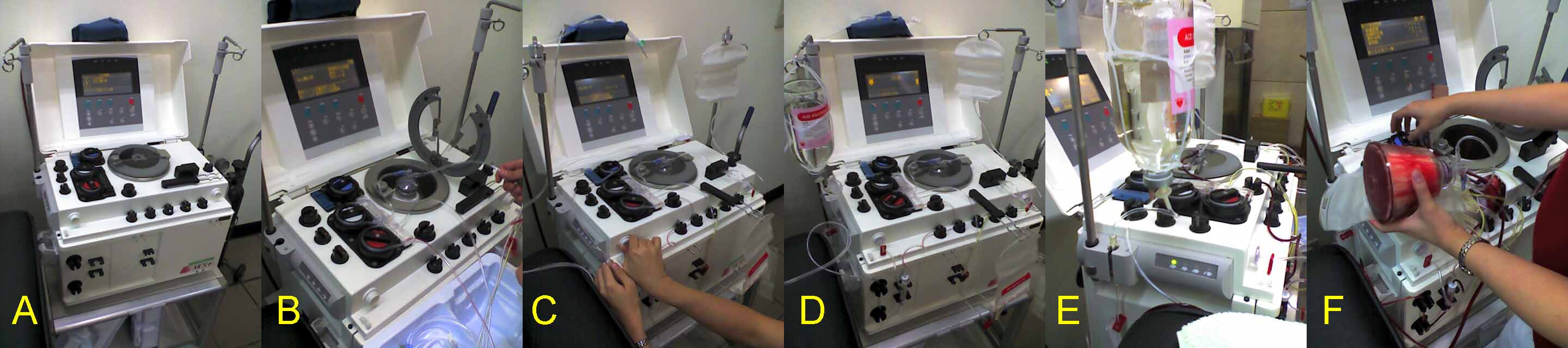
De voorbereiding (A-D), werking (E) en nabehandeling (F) van een aferesemachine.

Aferese (Oudgrieks ἀφαιρέιν, wegnemen) is een medische handeling.
Het betreft een proces waarbij een of meer bloedbestanddelen of pathogenen uit het bloed verwijderd worden, terwijl de rest van de bestanddelen worden teruggegeven aan de patiënt. Dit proces kan op verschillende manieren gebruikt worden; bij plasmadonatie, waarbij plasma uit het bloed van de donor wordt verwijderd voor donatie en de rest van het bloed (de bloedcellen) aan de donor wordt teruggeven. Aferese wordt ook als behandeling van een ziekte gebruikt, waarbij ziekmakende stoffen, zoals eiwitten, eiwitgebonden stoffen of cellen uit het bloed worden verwijderd.

Bloed gaat de centrifuge in (1) en wordt gescheiden in plasma (2), leukocyten (3) en erytrocyten (4). Geselecteerde componenten worden vervolgens afgezogen (5).